# Nationaal park Rakiura
Het Nationaal park Rakiura (Engels: Rakiura National Park) ligt op het Stewarteiland en is het veertiende en meest recente nationaal park van Nieuw-Zeeland (officieel geopend op 9 maart 2002). Met een oppervlakte van 163 km² bedekt het circa 60 procent van Stewart Island. Door het ontbreken van natuurlijke vijanden is dit de beste plaats om kiwi's in hun natuurlijke omgeving te observeren.